# Balram Jakhar
Balram Jakhar (Punjab, India, 23 de agosto de 1923-Delhi, India, 3 de febrero de 2016) fue un político indio. Fue un parlamentario y sirvió como Gobernador de Madhya Pradesh desde junio de 2004 hasta junio de 2009. Antes de ser gobernador, Jakhar fue el 8.º ponente de Lok Sabha, sirviendo desde enero de 1980 hasta noviembre de 1989.
Jakhar murió debido a complicaciones de neumonía el 3 de febrero de 2016 en Delhi, India, a la edad de 92 años.